# من نفرت‌انگیز ۲
من نفرت‌انگیز ۲ (به انگلیسی: Despicable Me 2) یک فیلم کمدی پویانمایی رایانه‌ای آمریکایی محصول ۲۰۱۳ است که توسط ایلومینیشن انترتینمنت تولید و توسط یونیورسال پیکچرز توزیع شده‌است. این فیلم دنبالهٔ من نفرت‌انگیز (۲۰۱۰) و دومین قسمت از مجموعه من نفرت‌انگیز است. این فیلم به کارگردانی کریس رناد و پی‌یر کافین، تهیه‌کنندگی کریس ملداندری و جانت هیلی و نویسندگی سینکو پل و کن داوریو شامل صداپیشگان استیو کرل، کریستن ویگ، بنجامین برت، میرندا کازگرو، راسل برند و کن جیونگ است.
من نفرت‌انگیز ۲ در ۵ ژوئن ۲۰۱۳ در استرالیا به نمایش درآمد و در ۳ ژوئیه توسط یونیورسال پیکچرز در ایالات متحده اکران شد. این فیلم به‌طور کلی نقدهای مثبتی از منتقدان دریافت کرد و ۹۷۰٫۸ میلیون دلار در سراسر جهان به دست آورد و سومین فیلم پرفروش سال ۲۰۱۳ شد. در هشتاد و ششمین دوره جوایز اسکار، این فیلم نامزد دریافت جایزه بهترین فیلم پویانمایی و بهترین ترانه اصلی (برای «خوشحال») شد اما هر دو را به یخ‌زده از استودیوی انیمیشن والت دیزنی ( ۲۰۱۳) واگذار کرد. این فیلم همچنین سودآورترین فیلم در تاریخ ۱۰۱ ساله یونیورسال پیکچرز است و با من نفرت‌انگیز ۳ (۲۰۱۷) و مینیون‌ها در سال ۲۰۱۵ دنبال شد. یک فیلم اسپین‌آف دوم از این فرنچایز با عنوان مینیون‌ها: ظهور گرو برای انتشار در ۲۰۲۲ و یک فیلم چهارم برای انتشار در ۲۰۲۴ برنامه‌ریزی شده‌است.

## داستان
یک هواپیمای مرموز که به عنوان یک آهنربای غول پیکر پنهان شده‌است، یک جهش‌زای بسیار قوی به نام «PX-41» را از یک آزمایشگاه مخفی در دایره قطب شمال می‌دزدد. سیلاس رَمسباتِم رئیس لیگ ضد شرور (AVL) یکی از عوامل خود به نام لوسی وایلد را برای استخدام گرو، ابرشرور سابق می‌فرستد. سیلاس از گرو که به اجبار به مقر AVL آورده می‌شود، می‌خواهد تا به آنها کمک کند تا مجرم را ردیابی و جهش‌زا را بازیابی کنند. گرو با این حال، امتناع می‌کند و ادعا می‌کند که او یک پدر و صاحب تجارت قانونی است. دکتر نفاریو، دوست و دستیار گرو، در آرزوی ازسرگیری زندگی جنایی خود، او را برای شغل جدید ترک می‌کند. این باعث می‌شود که گرو بی‌میل به تحقیق دربارهٔ سرقت و همکاری با لوسی بپردازد. این جفت در مقر خود در مرکز خرید پارادایز در قالب یک فروشگاه کوچک کیک‌فروشی مستقر می‌شوند.
گرو فوراً گمان می‌کند که ادواردو پرز، مالک رستوران مکزیکی، ممکن است همان «اِل ماچو» باشد، یک ابرشرور که ظاهراً با سوار شدن روی یک کوسه به داخل آتشفشان فعال با ۲۵۰ پوند تی‌ان‌تی به سینه‌اش مرده‌است. گرو و لوسی شبانه وارد رستوران ادواردو می‌شوند اما هیچ مدرکی پیدا نمی‌کنند. در همین حال، سه دختر خواندهٔ گرو، مارگو، ایدیث و اگنس که آرزوی داشتن یک مادر را دارند، معتقدند که گرو عاشق لوسی خواهد شد. گرو این موضوع را رد می‌کند و می‌گوید رابطهٔ او با لوسی کاملاً حرفه‌ای است.
گرو با وجود اینکه ادواردو را به عنوان مظنون اصلی خود نگه می‌دارد، موافقت می‌کند که به دنبال سرنخ‌های دیگر، از جمله مغازه کلاه‌گیس‌فروش فلوید ایگلزان، جایی که لوسی آثاری از «PX-41» را کشف می‌کند. پس از مشاهده اینکه پسر ادواردو، آنتونیو مارگو را جلب می‌کند و همه را به مهمانی سینکو دی مایو خود دعوت می‌کند، گرو تمرکز خود را بر روی ادواردو تجدید می‌کند. پس از اینکه یکی از همسایه‌ها، گرو را در یک قرار ملاقات بد قرار می‌دهد، لوسی به او کمک می‌کند که فرار کند و این دو شروع به پیوند می‌کنند. روز بعد، AVL فلوید را پس از یافتن یک شیشهٔ تقریباً خالی از جهش‌زا در مغازه‌اش دستگیر می‌کند. سیلاس تحقیقات را می‌بندد و لوسی را دوباره به استرالیا منصوب می‌کند.
در مهمانی سینکو دی مایو، گرو ادواردو را دنبال می‌کند و متوجه می‌شود که او واقعاً ال ماچو است. ال ماچو با جعل مرگ خود، دکتر نفاریو را استخدام کرده‌است و اکثر مینیون‌های گرو را با استفاده از سرم «PX-41» دزدیده‌شده ربوده بود تا آنها را به ارتشی از هیولاهای بی‌فکر و نابودنشدنی تبدیل کند. ال ماچو قصد دارد موشک‌های پر از مینیون‌های شیطانی را به شهرهای بزرگ پرتاب کند تا بر جهان تسلط یابد. او به گرو این فرصت را می‌دهد که با او هم‌گروه شود، اما گرو با دختران کنار می‌رود. ال ماچوی مشکوک، کوین، یکی از مینیون‌های شرور خود را به دنبال گرو می‌فرستد.
لوسی بلافاصله پس از خروج گرو به مهمانی می‌رسد، اما ال ماچو او را اسیر می‌کند. دکتر نفاریو به گرو اطلاع می‌دهد که چه اتفاقی افتاده‌است و گرو با دو مینیون مبدل خود به قلعه ال ماچو بازمی‌گردد. مینیون‌های شیطانی، آنها را می‌بینند و حمله می‌کنند. در همین حال، کوین دختران را در خانه گرو پیدا کرده و به آنها حمله می‌کند. تا اینکه دکتر نفاریو که به تیم گرو بازگشته است با یک پادزهر از راه می‌رسد و دوباره کوین را عادی می‌کند. دکتر نفاریو پادزهر را در ذخایر ژلهٔ گرو قرار می‌دهد و او و دختران به کمک گرو می‌شتابند. گرو، دکتر نفاریو و دختران از تفنگ‌های ژله‌ای برای بازگرداندن همه مینیون‌ها به حالت عادی خود استفاده می‌کنند. ال ماچو از «PX-41» برای تبدیل شدن به یک هیولا استفاده می‌کند، اما توسط گرو و دکتر نفاریو شکست می‌خورد.
گرو شروع به نجات لوسی از موشک کوسه‌ای ال ماچو می‌کند، اما مرغ خانگی‌اش پولیتو آن را پرتاب می‌کند و آنها را به سمت یک آتشفشان می‌فرستد. لوسی دعوت گرو را برای قرار ملاقات می‌پذیرد و آنها قبل از انفجار موشک در آتشفشان به اقیانوس می‌پرند. مدتی بعد و بعد از ۱۴۷ قرار ملاقات، گرو و لوسی در نهایت ازدواج کردند و مارگو، ایدیث و اگنس را صاحب مادر کردند ، البته بعد از تبدیل‌شدن مینیون‌ها به حالت عادی خود ، یک مینیون شرور از دست گرو و دکتر نفاریو فرار می‌کند و برای انتقام به عروسی گرو و لوسی می‌آید و فیلم به پایان می‌رسد . 

## صداپیشه‌ها

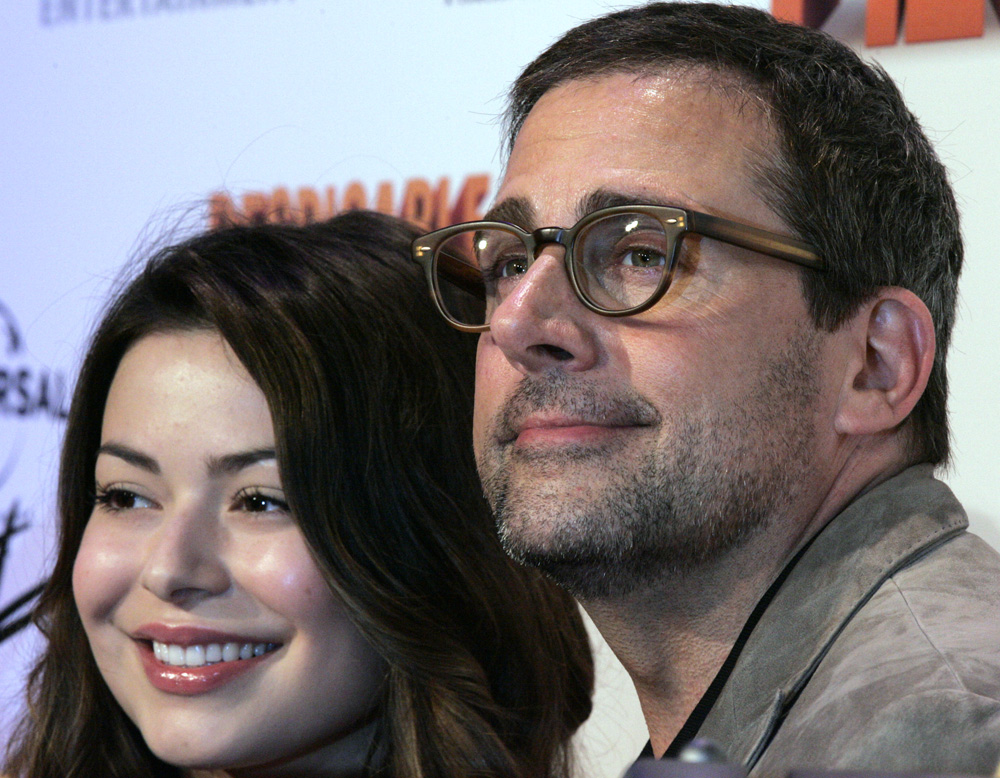
استیو کارل و میراندا کازگرو در نمایش استرالیا فیلم «من نفرت‌انگیز ۲»

- استیو کرل در نقش گرو، یک ابرشرور سابق که پدر شد (و بعداً عضو لیگ ضد شرور).[۳]
- کریستن ویگ در نقش لوسی وایلد، مأمور لیگ ضد شرور و عاشق و همسر گرو.[۴][۵]
- بنجامین برت در نقش ادواردو پرز / ال ماچو، صاحب رستوران سالسا و سالسا، یک رستوران مکزیکی در مرکز خرید پارادایس، و مغز متفکر دزدی سرم «PX-41».[۶][۷][۸] آل پاچینو ابتدا برای این نقش انتخاب شده بود و تمام خطوط او را ضبط کرده بود، اما به دلیل اختلافات خلاقانه فیلم را ترک کرد.[۹]
- میرندا کازگرو در نقش مارگو، بزرگترین دختر از این سه دختر.[۳]
- راسل برند در نقش دکتر نفاریو، مرد گجت مسن و کم شنوای گرو.[۳]
- استیو کوگان در نقش سیلاس رمسباتم، مدیر لیگ ضد شرور.[۳][۱۰]
- کن جیونگ در نقش فلوید ایگلسان، مالک باشگاه موی عقاب، یک فروشگاه کلاه گیس در مرکز خرید پارادایس.[۶][۱۱]

علاوه بر این، السی فیشر صداپیشگی اگنس، جوان‌ترینِ سه دختر را بر عهده دارد. دانا گایر صداپیشگی ایدیث دختر وسطی از سه دختر را بر عهده دارد. و مویسس آریاس صداپیشگی پسر ادواردو، نسیم پدراد صدای جیلیان، همسایه خواستگار آزاردهنده گرو که می‌خواهد گرو با دوستانش قرار بگذارد، کریستن شال صدای شانون، دوست سطحی جیلیان، و پی‌یر کافین صداپیشگی کوین، استوارت، باب و مینیون‌های دیگر را بر عهده دارند. به گفته کافین، او صداپیشگی ۸۹۹ مینیون را ایفا می‌کند.
سایر بازیگران عبارتند از کریس رناد در نقش مینیون‌های اضافی و یک پیشخدمت ایتالیایی، ونسا بایر در نقش مهماندار، و نیکولای استویلوف در نقش نگهبانان آزمایشگاه قطب شمال

## تولید
کریس ملداندری، مدیر عامل ایلومینیشن اینترتینمنت، در ژوئیه ۲۰۱۰ گفت که دنباله‌ای بر فیلم اول در دست ساخت است. در ژوئن ۲۰۱۱، یونیورسال پیکچرز اعلام کرد که این دنباله در ۳ ژوئیه ۲۰۱۳ منتشر خواهد. ملداندری در فوریه ۲۰۱۲ تأیید کرد که آنها کار روی فیلم را آغاز کرده‌اند.
این پویانمایی در پاریس، فرانسه توسط ایلومینیشن مک‌گاف با استفاده از اتودسک مایا ساخته شد، و بیش از ۴۰۰ تا ۶۵۰ هنرمند بر روی آن کار کردند، برخلاف تیمی متشکل از ۱۰۰ هنرمند که در اولین فیلم اشتراک داشتند.
یکی از بزرگترین چالش‌های تیم پویانمایی، ایجاد جلوه‌های بصری (مانند آب و ژله) بود که منجر به خراب شدن و جایگزینی برخی از درایوهای استودیو شد.
آلبوم موسیقی متن فیلم در ۱۸ ژوئن ۲۰۱۳ از طریق بک لات میوزیک منتشر شد. موسیقی اصلی توسط هیتور پریرا و فارل ویلیامز ساخته شده‌است.

## بازخورد

### فروش گیشه
در چهارم نوامبر ۲۰۱۳، من نفرت‌انگیز ۲ موفق به کسب درآمدی بالغ بر ۳۶۴٫۸۰۰٫۵۹۰ دلار در آمریکای شمالی و ۵۴۷٫۰۰۰٫۰۰۰ دلار در سایر نقاط جهان شد که در کل چیزی حدود ۹۱۲٫۶۰۲٫۹۱۶ دلار درآمد این انیمیشن بوده‌است. با این درآمد بالا، من نفرت‌انگیز ۲ می‌شود:
- بیست و ششمین فیلم پردرآمد
- پنجمین انیمیشن پردرآمد
- دومین فیلم پردرآمد ۲۰۱۳ (بعد از Iron Man)
- اولین انیمیشن پردرآمد سال ۲۰۱۳
- پرفروش‌ترین فیلم کمپانی ایلومینیشن انترتیمنت.
- پردرآمدترین فیلم در تاریخ ۱۰۰ ساله کمپانی یونیورسال استودیوز

### پاسخ انتقادی
در وبگاه جمع‌آوری نقد راتن تومیتوز، ٪۷۵ از ۱۸۶ بررسی منتقدان مثبت است و میانگینِ امتیاز آن ۶٫۷/۱۰ است. اجماع این وبگاه چنین می‌نویسد: «من نفرت‌انگیز ۲ خلاقیت‌های بصری چشم‌نواز و خنده‌های زیادی را ارائه می‌دهد.» این فیلم در متاکریتیک که از میانگین وزنی استفاده می‌کند، بر اساس نظر ۳۹ منتقدین امتیاز ۶۲ از ۱۰۰ را کسب کرده که نشان‌گر «نقدهای عموماً مطلوب» است.

## پیش‌درآمدها و دنباله‌ها
یک پیش‌درآمد اسپین آف برای فرنچایز، با عنوان مینیون‌ها، در سال ۲۰۱۵ منتشر شد. این فیلم بر روی مینیون‌ها تمرکز دارد که به دنبال استاد خود هستند. اگرچه مینیون‌ها از نظر مالی موفق بود، اما پس از اکران با نقدهای دوقطبی منتقدان روبرو شد. دنباله ای به نام مینیون‌ها: ظهور گرو قرار است در ژوئیهٔ ۲۰۲۲ منتشر شد.
دنبالهٔ مستقیم این فیلم با عنوان من نفرت‌انگیز ۳ در سال ۲۰۱۷ منتشر شد. داستان آن گرو و برادر دوقلویش درو (کارل) را در مقابل بالتازار برات (تری پارکر) قرار می‌دهد تا یک الماس را بدست آورند. این فیلم یک موفقیت مالی بود اما با نقدهای دو قطبی مواجه شد. چهارمین فیلم با نام من نفرت‌انگیز ۴ در سال ۲۰۱۷ معرفی شد و اکنون قرار است در ژوئیهٔ ۲۰۲۴ اکران شود.